# Krit Motor Car Company

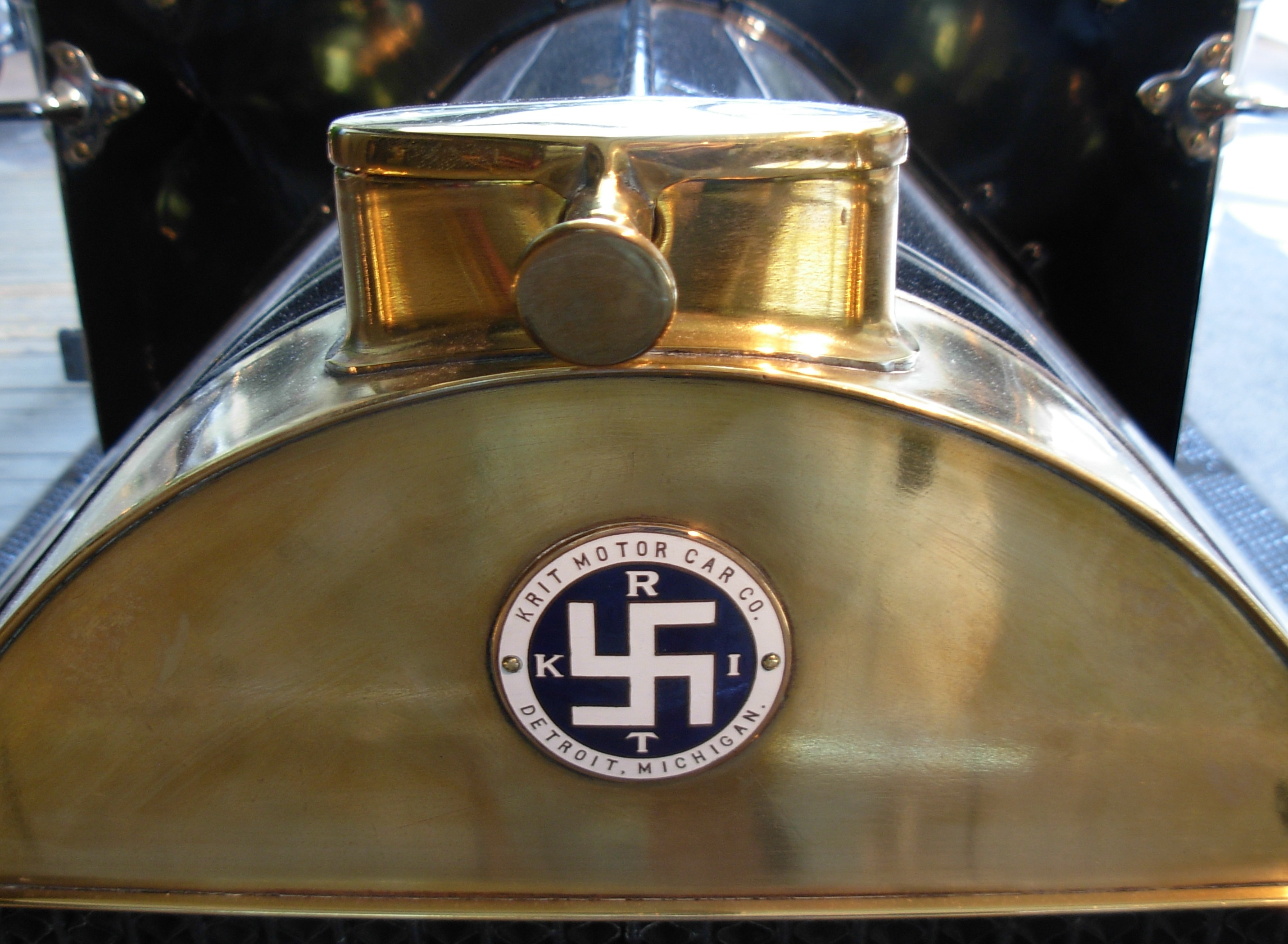
Markenzeichen

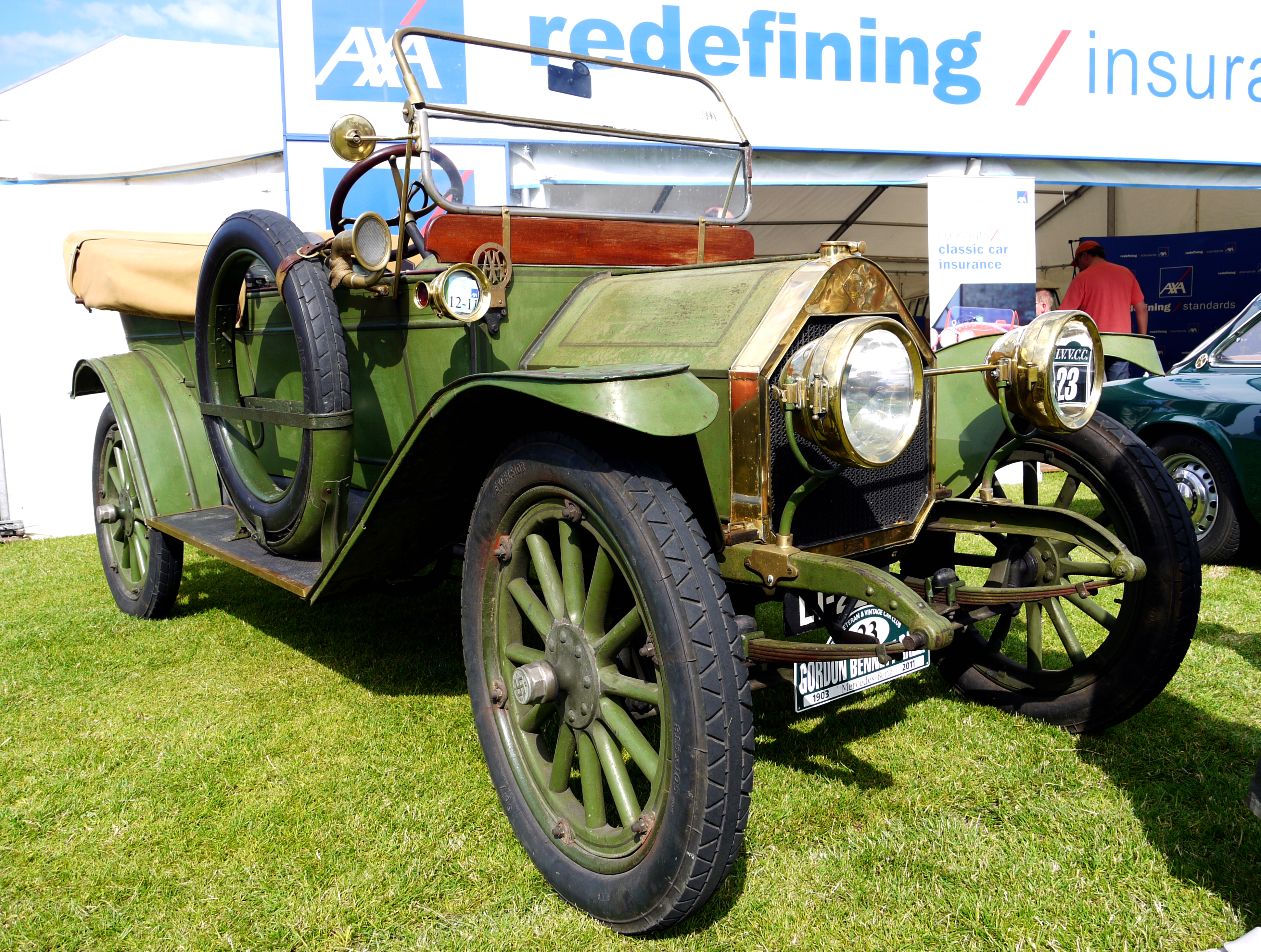
Krit von 1913

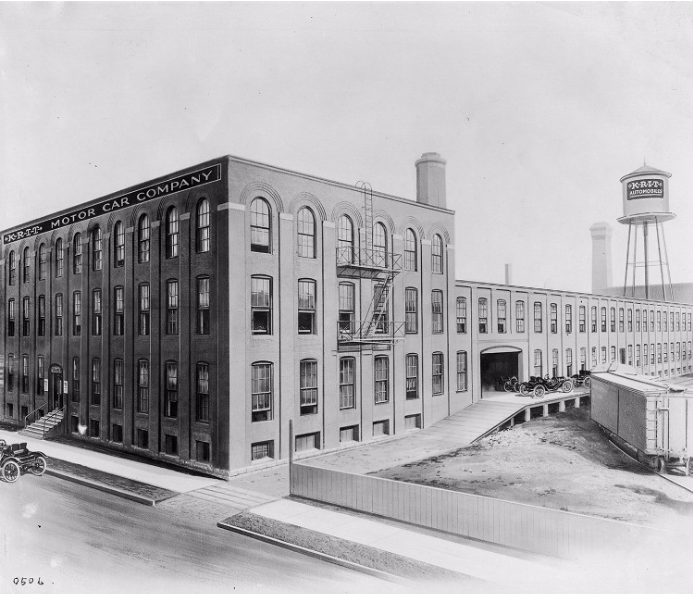
Die Fabrik im Jahr 1910

Krit Motor Car Company war ein US-amerikanischer Hersteller von Automobilen.

## Unternehmensgeschichte
Das Unternehmen wurde im Sommer 1909 in Detroit in Michigan gegründet. Claude S. Briggs und W. S. Piggins waren daran beteiligt. Kenneth Crittenden war Vizepräsident und der Designer. 1910 begann die Produktion von Automobilen. Der Markenname lautete zunächst K-R-I-T, später Krit. Viele Fahrzeuge wurden exportiert. Das Unternehmen war mehrfach in finanziellen Schwierigkeiten. Walter S. Russel übernahm 1911 das Unternehmen. Crittenden blieb Vizepräsident. Alwin A. Gloetzner wurde Werksleiter.
1913 wurde für ein Modell der Markenname MCC eingeführt, aber nur ein Jahr lang verwendet. Dessen einziger Verkaufsmarkt war Louisiana.
Im Januar 1914 wurde die Krit Sales Company als Verkaufsgesellschaft gegründet. In dem Jahr traten weitere Probleme auf. Der Erste Weltkrieg in Europa verhinderte Exporte nach Europa. Anfang 1915 folgte der Bankrott sowohl für den Hersteller als auch für seine Verkaufsgesellschaft.
Im Frühling 1915 wurde alles versteigert. Aus vorhandenen Teilen wurden noch einzelne Fahrzeuge per Hand montiert.
Das Markenzeichen war eine Swastika (Hakenkreuz). Das war vor der Verwendung dieses Zeichens im Nationalsozialismus.

## Fahrzeuge

### Markenname Krit
Alle Fahrzeuge hatten einen Vierzylindermotor. 1910 war er mit 22,5 PS angegeben. Das Fahrgestell hatte 244 cm Radstand. Model A war ein Runabout mit zwei Sitzen, Model B ein Roadster mit drei Sitzen und Model C ein Surrey mit vier Sitzen.
1911 wurden diese drei Modelle als Model A bezeichnet. In Bezug auf Radstand und Motorleistung gab es keine Änderung. Zusätzlich erschien mit dem Model U Underslung ein Fahrzeug in Underslung-Bauart, das niedriger gebaut war. Der Aufbau war ein Roadster. Die anderen Daten entsprachen dem Model A.
1912 gab es unterschiedliche Radstände. Model A war ein Roadster mit 244 cm Radstand, Model K ein Tourenwagen mit 269 cm Radstand und Model M ein Torpedo mit 249 cm Radstand. Für das Model U Underslung als Roadster ist kein Radstand angegeben. Die Motorleistung blieb unverändert.
1913 leisteten die Motoren 25 PS. Model A war ein zweisitziger Roadster mit 244 cm Radstand. Model KR als zweisitziger Roadster und Model KT als fünfsitziger Tourenwagen hatten 269 cm Radstand.
1914 stand das Model L im Sortiment. Der Motor war wieder mit 22,5 PS angegeben. Der Radstand betrug einheitlich 274 cm. Zur Wahl standen ein Tourenwagen mit fünf Sitzen, ein Roadster mit drei Sitzen und ein Lieferwagen.
1915 wurden daraus zwei Modelle. Motorleistung und Radstand änderten sich nicht. Das Model M war als Luxus-Tourenwagen mit fünf Sitzen, Cabriolet mit drei Sitzen und Roadster mit drei Sitzen erhältlich. Das Model O gab es nur als fünfsitzigen Tourenwagen und als dreisitzigen Roadster.

### Markenname MCC
Das einzige Modell Six hatte einen Sechszylindermotor. Er leistete 36 PS. Der Radstand betrug 305 cm. Der Aufbau war ein Tourenwagen mit fünf Sitzen.

## Modellübersicht
| Jahr | Marke | Modell             | Zylinder | Leistung (PS) | Radstand (cm) | Aufbau                                                             |
| ---- | ----- | ------------------ | -------- | ------------- | ------------- | ------------------------------------------------------------------ |
| 1910 | Krit  | Model A            | 4        | 22,5          | 244           | Runabout 2-sitzig                                                  |
| 1910 | Krit  | Model B            | 4        | 22,5          | 244           | Roadster 3-sitzig                                                  |
| 1910 | Krit  | Model C            | 4        | 22,5          | 244           | Surrey 4-sitzig                                                    |
| 1911 | Krit  | Model A            | 4        | 22,5          | 244           | Runabout 2-sitzig, Roadster 3-sitzig, Surrey 4-sitzig              |
| 1911 | Krit  | Model U Underslung | 4        | 22,5          | 244           | Runabout                                                           |
| 1912 | Krit  | Model A            | 4        | 22,5          | 244           | Roadster                                                           |
| 1912 | Krit  | Model K            | 4        | 22,5          | 269           | Tourenwagen                                                        |
| 1912 | Krit  | Model M            | 4        | 22,5          | 249           | Torpedo                                                            |
| 1912 | Krit  | Model U Underslung | 4        | 22,5          |               | Roadster                                                           |
| 1913 | Krit  | Model A            | 4        | 25            | 244           | Roadster 2-sitzig                                                  |
| 1913 | Krit  | Model KR           | 4        | 25            | 269           | Roadster 2-sitzig                                                  |
| 1913 | Krit  | Model KT           | 4        | 25            | 269           | Tourenwagen 5-sitzig                                               |
| 1914 | Krit  | Model L            | 4        | 22,5          | 274           | Tourenwagen 5-sitzig, Roadster 3-sitzig, Lieferwagen               |
| 1915 | Krit  | Model M            | 4        | 22,5          | 274           | Deluxe-Tourenwagen 5-sitzig, Cabriolet 3-sitzig, Roadster 3-sitzig |
| 1915 | Krit  | Model O            | 4        | 22,5          | 274           | Tourenwagen 5-sitzig, Roadster 3-sitzig                            |
| 1913 | MCC   | Six                | 6        | 36            | 305           | Tourenwagen 5-sitzig                                               |